# Peter Paul Kaspar

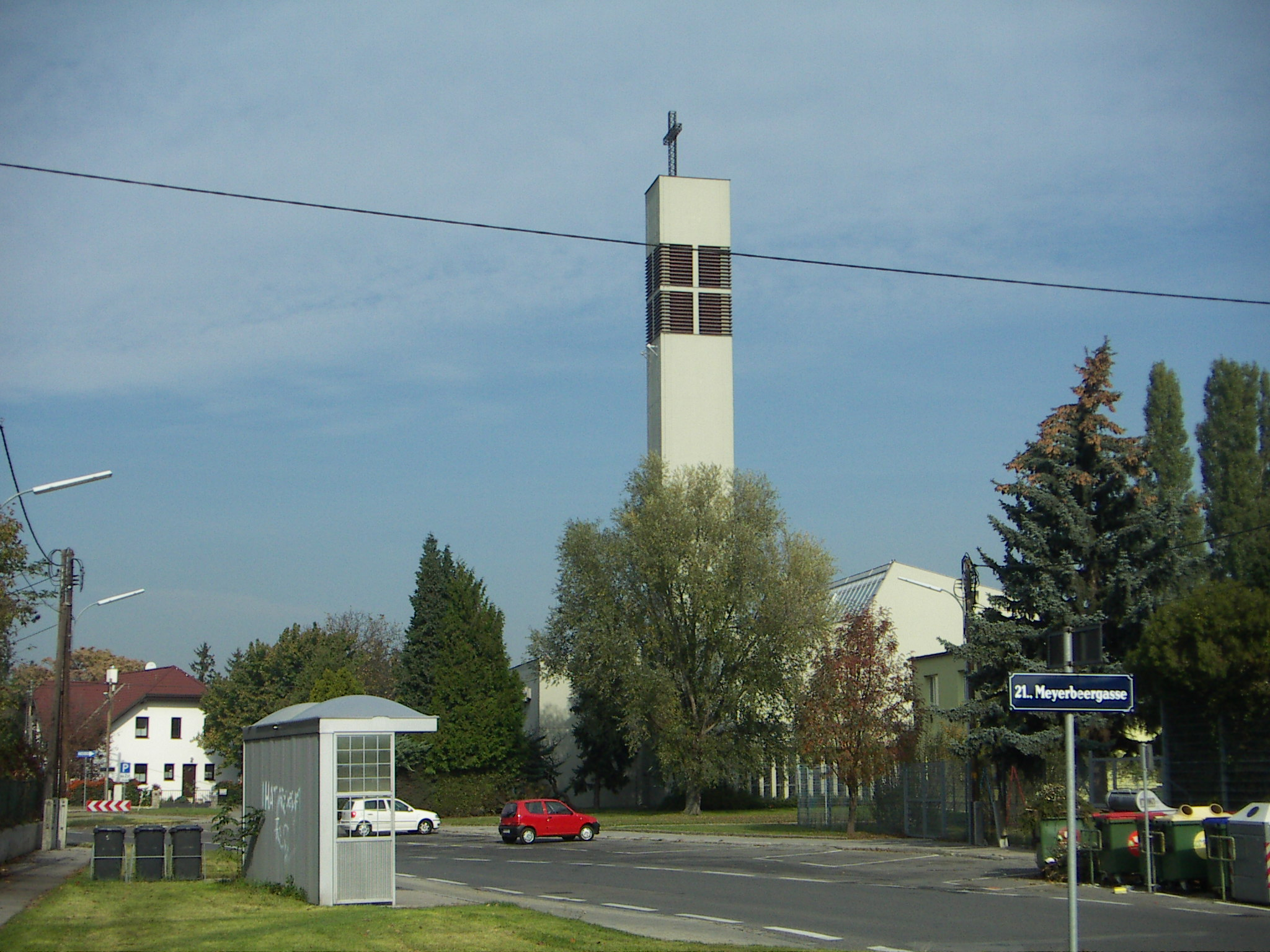
Primizpfarre Schwarzlackenau

Peter Paul Kaspar (* 30. Juni 1942 in Wien; † 22. April 2024 ebenda) war ein österreichischer römisch-katholischer Priester, Professor, Musiker und Schriftsteller.

## Werdegang
Kaspar studierte Musik (Kirchenmusik und Orgel) und Theologie in Wien und Innsbruck. Nach beiden Studienabschlüssen wurde er 1966 von Kardinal Franz König in seiner Heimatpfarre St. Antonius von Padua (Schwarzlackenau) in Wien-Floridsdorf zum Priester geweiht. Zunächst wirkte er als Kaplan in Hainburg an der Donau und Wien XX., von 1981 bis 1989 gesamtösterreichisch als Jugend- und Studentenseelsorger, und 1983–2013 in Linz als Akademiker- und Künstlerseelsorger. Daneben lehrte er von 1982 bis 2007 Religion am Akademischen Gymnasium und von 1992 bis 2008 Musiktheorie (Geistliche Musik) an der Anton Bruckner Privatuniversität in Linz. Ab 1985 war er Rektor der kunstreich-barocken Ursulinenkirche im Linzer Stadtzentrum, wo er nach einer Zeit der Schließung und Restaurierung eine Sonntagabendgemeinde (20 Uhr) mit den besonderen Schwergewichten Musik und Predigt begründete und betreute – auch gemeinsam mit dem Hochschulseelsorger Markus Schlagnitweit, der inzwischen auch sein Nachfolger als Akademikerseelsorger wurde.
Er verfasste an die 30 Bücher, zuletzt fünf Bücher zu Musik und Religion und schrieb regelmäßig für Printmedien zu Fragen der Kirchenreform, er konzertierte im In- und Ausland und referierte über Fragen der Kirchenmusik. Er war Mitglied des PEN, war zwei Sitzungsperioden Mitglied des Landeskulturbeirates für Oberösterreich, zudem Vorstandsmitglied der Pfarrer-Initiative Österreich und schrieb regelmäßig für Medien zu Fragen der Kirchenreform.
Kaspar starb am 22. April 2024 in seiner Wohnung in Wien. Kaspar wurde nach einem Gottesdienst in der Pfarrkirche Schwarzlackenau am 16. Mai 2024 im Familiengrab am Friedhof Jedlesee beerdigt.

## Auszeichnungen
Bundespräsident Heinz Fischer verlieh ihm den Berufstitel Professor, der Landeshauptmann von Oberösterreich Josef Pühringer das goldene Verdienstzeichen des Landes Oberösterreich, der Präsident der Wirtschaftskammer Österreichs Christoph Leitl die Julius-Raab-Medaille und Bischof Maximilian Aichern den Titel Konsistorialrat.

## Werke
- Meditationsgottesdienste. Styria 1973
- Was uns leben lässt. Lebensfragen in Literatur, Chanson, Bibel u. Reflexion. Lahn Verlag 1974
- Glaube auf eigene Gefahr. Provokationstexte. Styria 1974
- Zuwendung. Ein Weg, Kommunikation, Partnerschaft und Sexualität zu lernen. Herder 1979
- Du hörst mich an. Meditationen und Gebete. Herder 1981
- Und hätte die Liebe nicht. Meditationen zu 1 Kor. 13. Herder 1982
- mit Josef Dirnbeck: Du bist schön, meine Freundin. Das Hohelied der Liebe. Herder 1983
- Zärtlichkeit und Trost. Leidensfähigkeit – Liebesfähigkeit. Herder 1983
- mit Alois Kraxner und Gerhard Lang: Christlich leben. Herder Wien 1983, ISBN 3-210-24660-2.
- Zusage. Gedichte. Lahn Verlag 1983
- Die Uhren lügen. Von den Gelassenheit im Umgang mit der Zeit. Herder 1984
- mit Susanne Heine, Gottfried Hierzenberger und Peter Pawlowsky: Kleines religiöses Wörterbuch. Herder 1984
- Freund des Lebens. Über den anderen Gott der Bibel. Veritas 1986
- Bilder des Glaubens. Meditationstexte zur Bibelhandschrift von Wilhering. Veritas 1986
- Geheiligte Zeichen. Elemente des christlichen Gottesdienstes. Herder 1986
- Wie gut, dass es dich gibt. Ein Buch über die Liebe. Herder 1989
- Geheiligte Zeiten. Zeichen und Symbole im Jahreskreis. Herder 1989
- Sehnsucht. Die Unruhe des Herzens. Herder 1989
- mit Anna Porizka (Fotos): Wasser ist Leben. Bildmeditationsband, Tyrolia Innsbruck 1990, ISBN 3-7022-1759-2.
- mit Anna Porizka (Fotos): Wien. Tyrolia Innsbruck 1992, ISBN 3702217754.
- Wohl zu der halben Nacht. Zeichen und Symbole um Advent und Weihnachten. Tyrolia 1994
- Wär er nicht erstanden. Zeichen und Symbole im Osterfestkreis. Tyrolia 1995
- Das Schweigen des Kardinals und das Begehren des Kirchenvolks. Kulturverlag Wien 1995, ISBN 3-85400-001-4.
- Knabenseminar. Ein Nachruf. Otto Müller Salzburg 1997, ISBN 3-7013-0943-4.
- mit Lois Lammerhuber (Fotos): Du hast mich berührt. Die Kraft der Liebe. Tyrolia Innsbruck 1997, ISBN 3-7022-2072-0.
- Musica Sacra. Das große Buch der Kirchenmusik. Styria Graz 1999, ISBN 3-222-12738-7.
- Zur Firmung. Styria Graz 2000, ISBN 3-222-12754-9.
- mit Katharina Stögmüller (Fotos): Hochzeit. Styria Graz 2001, ISBN 3-222-12833-2.
- Ein großer Gesang. Musik in Religion und Gottesdienst. Styria Graz 2002, ISBN 3-222-12943-6.
- Sakramente. Die Sprache der Zeichen. Styria Graz 2003, ISBN 3-222-13114-7.
- Die nackte Madonna. Ketzerische Essays. Ennsthaler 2004
- Die wichtigsten Musiker im Portrait. (Buchreihe Marixwissen) 2006
- Klangrede. Musik als Sprache. Styria 2008
- Wer hat das Ave Maria geklaut? Die wechselvolle Geschichte musikalischer Ohrwürmer. Pustet Salzburg 2016